# Archspire
Archspire is een technische deathmetalband uit Vancouver, Canada. De band staat onder contract bij het label Season of Mist. De band heeft vier albums uitgebracht.

## Geschiedenis
De band is opgericht in 2007. Aanvankelijk heette de band Defenestrated, maar in 2009 is de naam veranderd naar Archspire.
In april 2011 is het debuutalbum All Shall Align uitgebracht via Trendkill Recordings.
In 2013 tekende Archspire bij het label Season of Mist. Via dit label werden de albums The Lucid Collective (2014), Relentless Mutation (2017) en Bleed the Future (2021) uitgebracht.

## Bezetting
Sinds de oprichting zijn gitaristen Dean Lamb, Tobi Morelli en drummer Spencer Prewett de constanten geweest. Hoewel Shawn Hache bij oprichting als zanger fungeerde, is hij in 2009 vervangen door Oliver Rae Aleron. Oliver Rae Aleron is als zanger te horen op alle studio-albums van Archspire.

### Huidige leden
- Oli Peters (ook bekend als Oliver Rae Aleron), zang (sinds 2009)
- Tobi Morelli, gitaar (sinds 2007)
- Dean Lamb, gitaar (sinds 2007)
- Jared Smith, basgitaar (sinds 2016)
- Spencer Prewett, drums (sinds 2007)

## Discografie

### Ep's
- All Shall Align (2010)

### Albums
- All Shall Align (2011)
- The Lucid Collective (2014)
- Relentless Mutation (2017)
- Bleed the Future (2021)

NB: All Shall Align is in 2010 eerst onafhankelijk uitgebracht als ep met vier nummers. In 2011 is via Trendkill Recordings een album met dezelfde naam uitgebracht. Hierop staan dezelfde vier nummers als op de ep, maar dan met aangevuld met drie extra nummers.